# Asura melitaula
Asura melitaula là một loài bướm đêm thuộc phân họ Arctiinae, họ Erebidae.